# 何祥書
何祥書，生卒年不詳，清朝武官。
何祥書原任驍騎校、巡捕營參將，康熙六十年（1721年）任山東登州總兵官。次年升直隸古北口提督。雍正四年（1726年）改任正白旗漢軍副都統。後又任直隸獨石口副將、張家口副將。朝隆十一年（1746年）任陝西延綏鎮總兵。